# Congresso Nacional Tchuvache
O Congresso Nacional Tchuvache (em tchuvache Чӑваш Наци Конгресĕ, em russo:   Чувашский национальный конгресс) é um importante edifício cultural e de pesquisas da cidade de Cheboksary, capital da Tchuváchia, na Federação Russa. 

## História
O Congresso Nacional Tchuvache trabalha conforme às leis da Federação Russa e da  Tchuváchia para fortalecer os laços interculturais entre os vários temas da Federação Russa (pessoas, mas também organizações) e reforçar a harmonia e a estabilidade social interétnica.
O Congresso trabalha em colaboração com as autoridades estaduais, governos e cidades da Chuváchia, concentrando sua atenção na diáspora tchuvache,  no sentido de preservar a identidade étnica e o desenvolvimento da cultura do povo thuvache mediante a  criação de associações culturais nacionais.

## Presidentes
- Huzangay Atner (outubro 1992 — outubro 1997)
- Gennady Nikolaevich Arkhipov (outubro 1997 – outubro 2013)
- Nikolaï Fedorovich Ougaslov (outubro 2013 - outubro 2021)
- Valery Leonidovich Klementiev (outubro 2021 - )